# Bandeira de Querétaro
A bandeira de Querétaro é um dos símbolos oficiais do estado de Querétaro, uma subdivisão do México. Seu uso foi aprovado em 25 de septiembro de 2015, durante a gestão do então congreso do estado, com a aprovação de um júri designado para o caso.

## Desenho e simbolismo

### Descrição
Seu desenho consiste no campo branco de proporção largura-comprimento de 4:7 no meio o brasão de armas do estado de Querétaro.